# Ada Kale
Ada Kale (od turskog: Adakale – "Otočna tvrđava"; mađarski: Újorsova; srpski i bugarski: Адакале) bio je otok na Dunavu u današnjoj Rumunjskoj naseljen većinom Turcima, koji je potopljen tijekom izgradnje hidroelektrane Đerdap 1970. Otok se nalazio oko 3 kilometara nizvodno od Orșove i bio je dugačak 1,75 km i širok 0,4 do 0,5 km ovisno o vodostaju.
Otok Ada Kale vjerojatno je najzanimljivija žrtva izgradnje brane hidroelektrane Đerdap. Nekada osmanska eksklava koja je više puta mijenjala vladare u 18. i 19. stoljeću, otok je imao džamiju i brojne uličice, a bio je poznat kao slobodna luka i krijumčarsko gnijezdo. Postojanje Ade Kale zanemareno je na mirovnim pregovorima Berlinskog kongresa 1878. tijekom Rusko-turskog rata, poznatog u Rumunjskoj kao Rat za neovisnost, koji joj je omogućio da ostane de jure u vlasništvu Osmanskog sultana do 1923.

## Povijest
Habsburška Monarhija je na otoku sagradila utvrdu Vaubanovog tipa kako bi je obranila od vojske Osmanskog Carstva, a ta će utvrda postati predmetom konflikta između dva carstva. Godine 1699. otok je došao pod osmansku vlast, međutim, ponovno su ga zauzeli Austrijanci u Habsburško-turskom ratu 1716. – 1718., a tvrđavu Nova Orșova sagradio je austrijski pukovnik Nicolas Doxat. Nakon četveromjesečne opsade 1738. otok ponovno postaje osmanski teritorij, nakon čega su ga Austrijanci ponovno osvojili 1789., ali su morali vratiti otok Šistovskim ugovorom (1791.), kojim je okončan rat 1787. – 1791. između Osmanlija i Habsburške Monarhije. Nakon toga, otok je izgubio svoju vojnu važnost.
Za vrijeme Prvog srpskog ustanka 1804., srpski pobunjenici predvođeni Milenkom Stojkovićem, zarobili su i pogubili dahije (odmetnutu janjičarsku huntu u Smederevskom sandžaku) koji su pobjegli iz Beograda i sklonili se na otok, čime je okončana dahijska tiranija.
Iako su Osmanlije izgubile područja oko otoka nakon rusko-turskog rata (1877. – 1878.), poznatog iz rumunjske perspektive kao Rumunjski rat za neovisnost, na otok se u potpunosti zaboravilo tijekom mirovnih pregovora na Berlinskom kongresu 1878., što mu je omogućilo da ostane de jure osmanski teritorij i privatni posjed osmanskog sultana, iako je de facto 1913. Austro-Ugarska jednostrano proglasila svoj suverenitet nad otokom, sve do Ugovora iz Lausanne 1923.
Između 1878. i 1918., područja oko otoka bila su pod kontrolom Austro-Ugarske na sjeveru i Srbije na jugu, ali je otok bio pod osmanskim suverenitetom. Osmanska vlada nastavila je redovito postavljati i slati nahije (upravne poglavare jedinice manje od okruga i veće od sela) i kadije (sudce). Stanovnici otoka (službeno građani Osmanskog Carstva) bili su oslobođeni plaćanja poreza i carina i nisu bili obveznici vojnog roka. Otočani su također imali pravo glasa tijekom osmanskih općih izbora 1908.
Dana 12. svibnja 1913., iskoristivši Balkanske ratove, natporučnik Županije Krassó-Szörény dr. Zoltán Medve doplovio je na otok pod austro-ugarskom zastavom kao predstavnik Dvojne Monarhije i uveo mađarsku upravu. Otok je pretvoren u općinu poznatu kao Újorsova i dodijeljen okrugu Orsova okruga Krassó-Szörény. To je bilo posljednje teritorijalno proširenje Mađarske prije izbijanja Prvog svjetskog rata koje osmanska vlada nikada nije službeno priznala.
Nakon završetka Prvog svjetskog rata, Rumunjska je 1919. jednostrano proglasila svoj suverenitet i ojačala svoje zahtjeve Trianonskim ugovorom 1920. Dana 24. srpnja 1923. nova Republika Turska službeno je ustupila Adu Kale Rumunjskoj uz članke 25. i 26. Ugovora iz Lausanne formalnim priznavanjem srodnih odredbi u Trianonskom ugovoru.
Stanovništvo je živjelo prvenstveno od uzgoja duhana i ribarstva, a kasnije i od turizma. Posljednjih godina postojanja otok je imao između 600 i 1000 stanovnika. Prije nego što je otok potopljen izgradnjom hidroelektrane Đerdap, veći dio stanovništva preselio se u Constanțu u Rumunjskoj, a na poziv premijera Demirela tijekom svog posjeta otoku ostatak se odselio u Tursku.
Džamija Ada Kale iz 1903. izgrađena je na mjestu ranijeg franjevačkog samostana. Tepih džamije, poklon turskog sultana Abdülhamida II, premješten je u džamiju u Constanti 1965.
Otok su posjetili rumunjski kralj Karlo II. 1931. i turski premijer Süleyman Demirel 13. rujna 1967.

## Potapanje
Tijekom izgradnje brane, neke od značajnijih građevina otoka premještene su na obližnji otok Šimijan, poput dijela zidanih katakombi tvrđave, džamije, bazara, Mahmut-pašine kuće, groblja i mnogih drugih. Međutim, dio zajednice Ade Kale nakon evakuacije otoka odlučio je emigrirati u Tursku, umjesto predloženog preseljenja na Šimijan. Manji dio odselio je u Dobrudžu, još jedan rumunjski teritorij sa značajnom turskom manjinom, stoga rekonstrukcija " Nove Ade Kale" na Šimijanu nikada nije završena.

## U književnosti
Ada Kale jedno je od mjesta događaja u romanu Móra Jókaija, jednog od najpoznatijih mađarskih autora. U romanu Zlatni čovjek (mađ. Az Arany Ember) objavljenom 1872., Ada Kale se naziva "Ničijim otokom" i postaje gotovo mitski simbol mira, povučenosti i ljepote, nasuprot materijalnom vanjskom svijetu.
U drugom svesku priče Patricka Leigha Fermora "Između šuma i voda" (eng. Between the Woods and the Water) o svom putovanju po Europi 1934., autor opisuje ugodno druženje sa skupinom starijih stanovnika otoka i raspravlja o njegovoj povijesti.

## Vanjske poveznice
- Ada Kaleh, osmanska Atlantida na Dunavu, pristupljeno 3. veljače 2022.
- Ada-Kaleh: Balkansko ostrvo na kojem su nekada živjeli bez države i gospodara, memoari Petra Georgijeva Mandžukova Harbingers of Storm (Sofija: FAB, 2013.), pristupljeno 3. veljače 2022.
- Ada Kaleh: izgubljeni otok na Dunavu – fotogalerija, pristupljeno 3. veljače 2022.